# Гвадалахара (аэропорт)
Международный аэропорт Гвадалахары (исп. Aeropuerto Internacional de Guadalajara), официальное название Международный аэропорт Гвадалахары имени Мигеля Идальго-и-Костильи (исп. Aeropuerto Internacional de Guadalajara Miguel Hidalgo y Costilla) — главный аэропорт города Гвадалахара в штате Халиско, Мексика. Находится в 16 км к югу от центра города.
Аэропорт открылся в 1966 году и занимает третье место среди аэропортов страны после Мехико и Канкуна. Пассажиропоток в 2014 году составил 8 733 500 человек.
Аэропорт является частью государственной компании Grupo Aeroportuario del Pacífico, которая управляет двенадцатью аэропортами в стране, включая в Агуаскальентес, Эрмосильо, Ла-Пас, Леоне, Лос-Кабос, Лос-Мочис, Мансанильо, Мехикали, Морелии, Пуэрто-Вальярте и Тихуане.

## Общие сведения
Аэропорт Гвадалахара обслуживает около 48 тысяч внутренних, 36 тысяч международных и трёх тысяч чартерных рейсов в год. Основные направления аэропорта — города Мексики, США и Канады. Порт имеет две взлётно-посадочные полосы и четыре пассажирских терминала, что позволяет осуществлять более 40 взлётов/посадок самолётов в час с суммарной пропускной способностью всех терминалов более 1400 пассажиров в час.
Аэропорт расположен в 16 километрах к югу от Гвадалахары в небольшом городке Тлахомулько-де-Суньига. Здания аэропорта постоянно находятся в состоянии строительства и реконструкции, в настоящее время закончены фасадные работы, построено новое крыло для обслуживания пассажиров международных маршрутов и торговая зона для магазинов и ресторанов быстрого питания.

## Терминалы, авиакомпании

### Терминал 1

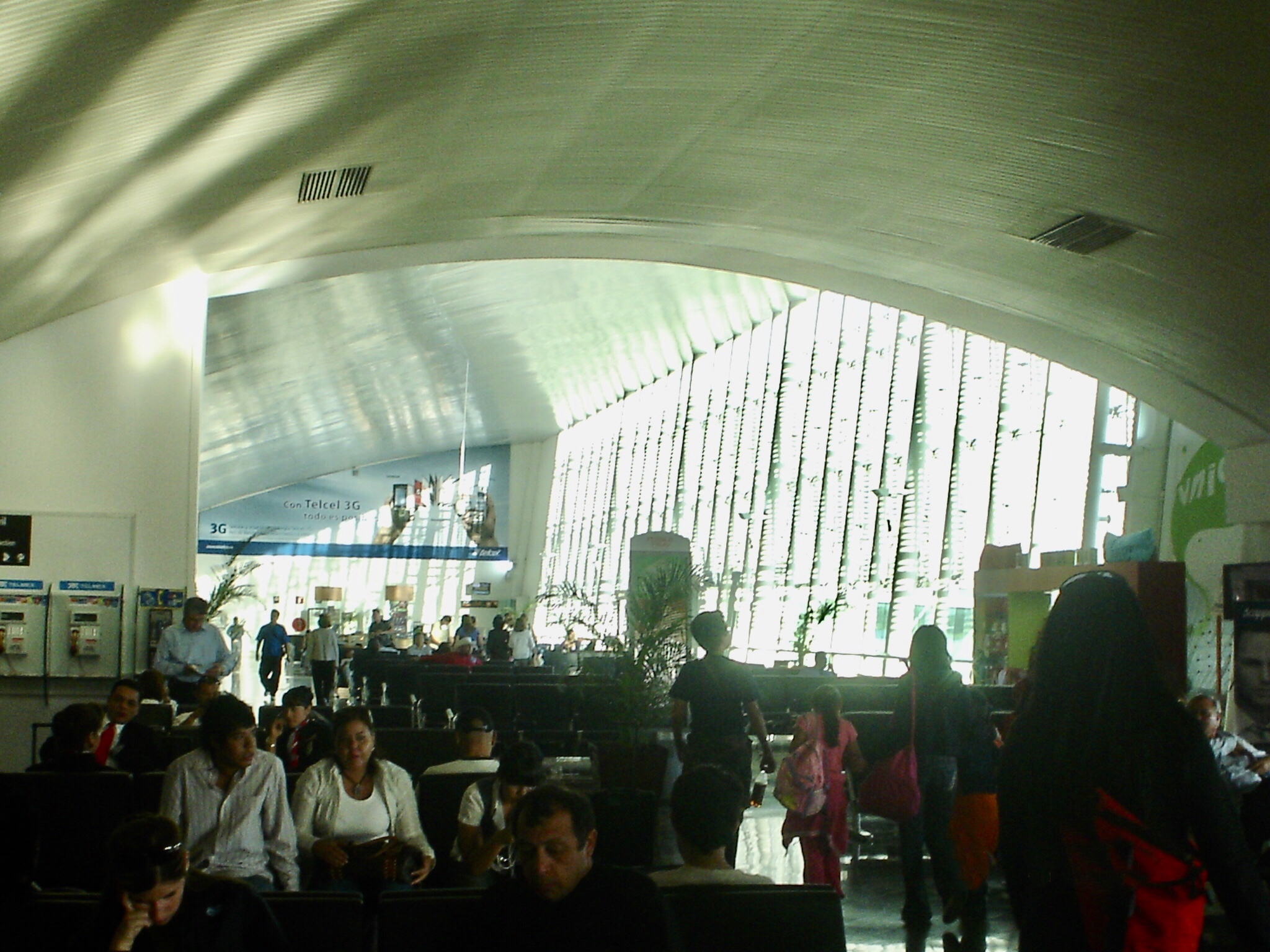
Зал ожидания зоны А.jpg

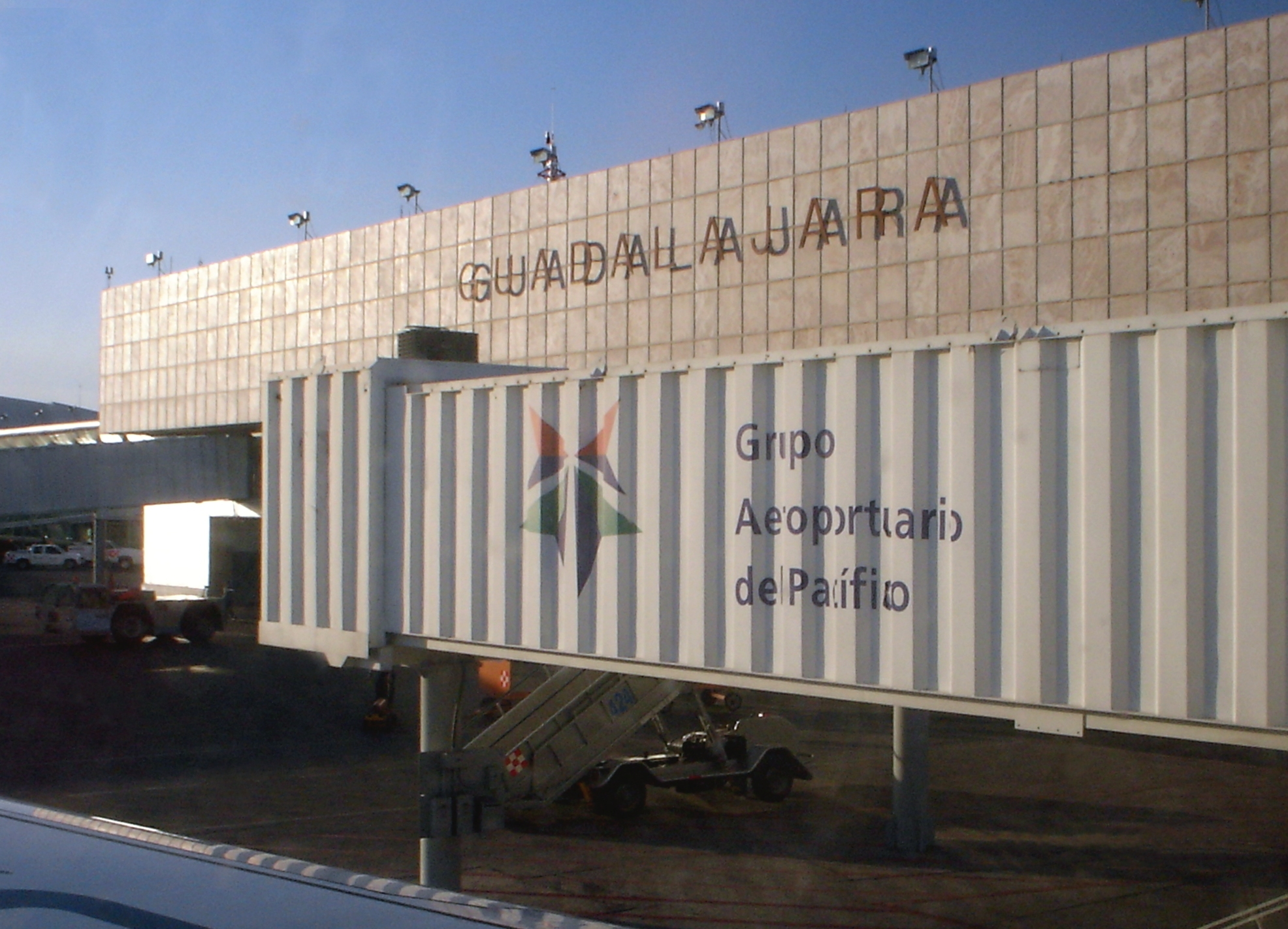
Аэропорт Гвадалахары

| Авиакомпания                                        | Пункты назначения                                                                                          |
| --------------------------------------------------- | --- |
| Зона А                                              | |
| Aeroméxico                                          | Чикаго (О’Хара), Лос-Анджелес, Онтарио                                                                     |
| Aeroméxico Connect                                  | Лас-Вегас, Сан-Антонио                                                                                     |
| Alaska Airlines                                     | Лос-Анджелес                                                                                               |
| American Airlines                                   | Даллас/Форт-Уэрт                                                                                           |
| American Eagle                                      | Даллас/Форт-Уэрт                                                                                           |
| Continental Airlines                                | Хьюстон (Интерконтинентал)                                                                                 |
| Continental Express выполняется ExpressJet Airlines | Хьюстон (Интерконтинентал)                                                                                 |
| Copa Airlines                                       | Сьюдад-де-Панама                                                                                           |
| Delta Air Lines                                     | Атланта, Лос-Анджелес, Солт-Лейк-Сити (сезонно)                                                            |
| Delta Connection выполняется Shuttle America        | Атланта |
| Delta Connection выполняется SkyWest Airlines       | Солт-Лейк-Сити                                                                                             |
| Mexicana                                            | Чикаго (О’Хара), Фресно, Лас-Вегас, Лос-Анджелес, Окленд, Сакарменто, Сан-Франциско, Сан-Хосе (Калифорния) |
| US Airways                                          | Финикс |
| US Airways Express выполняется Mesa Airlines        | Финикс |
| Зона С                                              | |
| Aeroméxico                                          | Мехико, Тихуана                                                                                            |
| Aviacsa                                             | Мехико, Монтеррей, Тихуана                                                                                 |
| Interjet                                            | Мехико, Лос-Кабос, Монтеррей, Тихуана, Толука                                                              |
| Magnicharters                                       | Канкун |
| Mexicana                                            | Мехико, Мехикали, Тихуана                                                                                  |
| MexicanaClick                                       | Мехико, Лос-Кабос                                                                                          |
| Volaris                                             | Канкун, Кулиакан, Эрмосильо, Ла-Пас, Мехикали, Тихуана, Толука                                             |

### Терминал 2

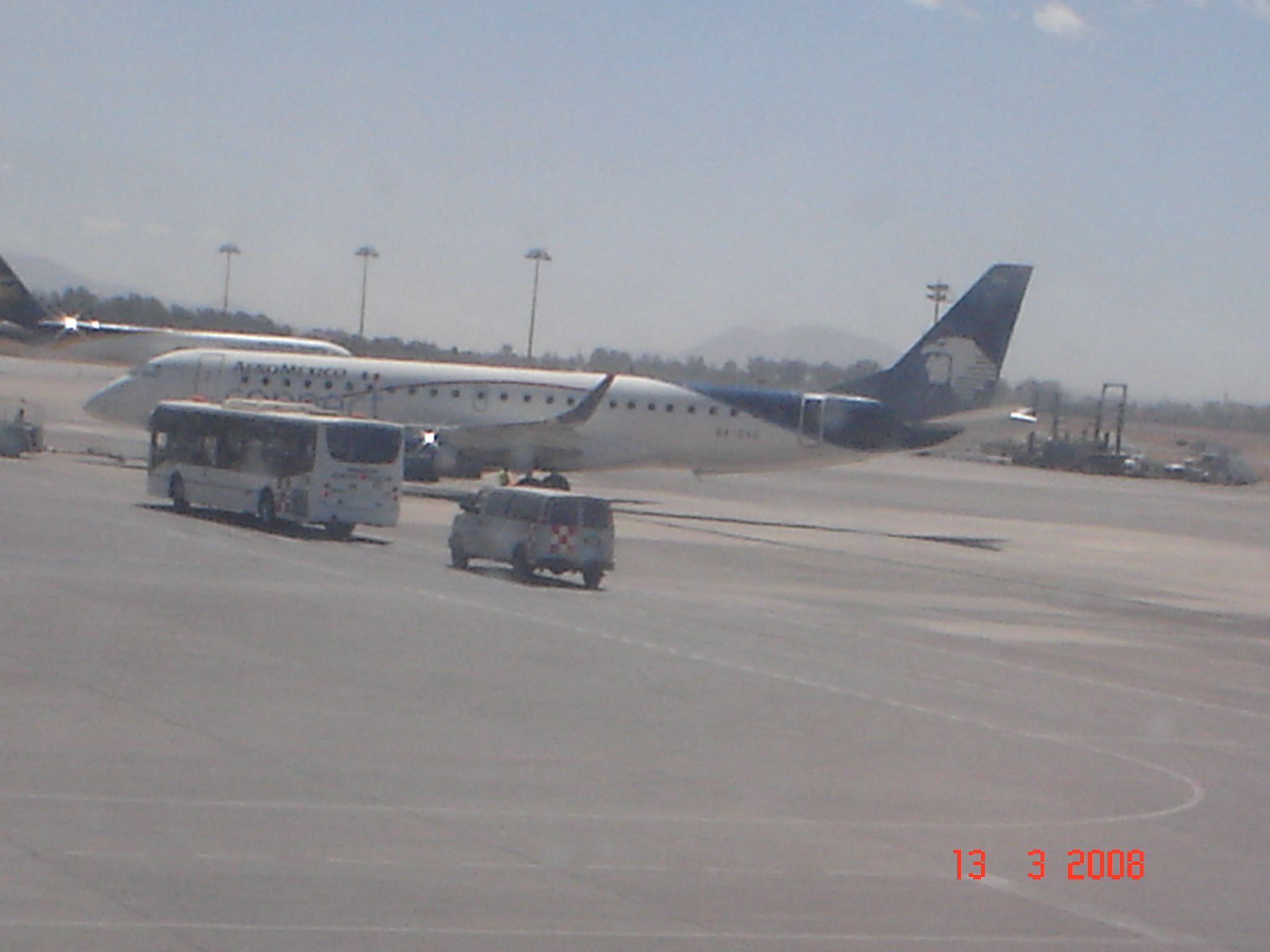
E-190 авиакомпании Aeroméxico Connect

Внутренние рейсы 
| Авиакомпания       | Пункты назначения |
| ------------------ | --- |
| Aeroméxico Connect | Чиуауа, Сьюдад-Хуарес, Мехико, Сьюдад-Обрегон, Кулиакан, Эрмосильо, Ла-Пас, Лос-Мочис, Масатлан, Мерида, Монтеррей, Пуэбла, Пуэрто-Вальярта, Тихуана, Толука, Торреон, Веракрус, Вильяэрмоса |
| MexicanaLink       | Монтеррей, Пуэбла, Пуэрта-Вальярта, Веракрус |
| Viva Aerobus       | Монтеррей |

### Грузовые
| Авиакомпания                         | Пункты назначения                     |
| ------------------------------------ | ------------------------------------- |
| Aerounión                            | Чикаго (О’Хара), Мехико, Лос-Анджелес |
| Air France Cargo                     | Париж (Шарль-де-Голль)                |
| BAX Global                           |                                       |
| Capital Cargo International Airlines | Лос-Анджелес, Толедо                  |
| DHL                                  |                                       |
| FedEx Express                        | Мемфис, Лос-Анджелес                  |
| LAN Cargo                            | Мехико, Лос-Анджелес, Майами, Кито    |
| Mas Air                              | Мехико, Лос-Анджелес, Майами, Кито    |
| UPS                                  | Лос-Анджелес, Онтарио                 |

## Сервис и услуги

### Отели
Аэропорт Гвадалахара предоставляет пассажирам сервис отеля Casa Grande, который расположен между главным зданием аэровокзала и грузовым терминалом и соединён с Терминалом 1 телескопическим переходом. Отель предлагает услуги бизнес-центра, восемь конференц-залов, доступ в Интернет, факсимильную связь, копировально-множительные работы а также услуги переводчика-секретаря.
В пяти километрах от аэропорта в сторону Гвадалахары строится ещё одна гостиница — Hotel Hampton inn Aeropuerto. Остальные отели расположены минимум в 20 минутах езды от аэропорта.

### Прокат автомашин
В терминалах аэропорта услуги по прокаты автомобилей предлагают следующие фирмы:
- Aries
- Budget
- Dollar
- Econorent
- Hertz
- National
- Ohana
- Optima